# Geschichte Prags

Das kleine Prager Stadtwappen

Die Geschichte Prags, der Hauptstadt Tschechiens, beginnt mit der frühgeschichtlichen Besiedelung des fruchtbaren Gebiets. Zu den im Prager Becken ansässigen keltischen Boiern stießen im 1. Jahrhundert einwandernde Markomannen. Im 6. Jahrhundert begann die slawische Besiedlung. Nach der Errichtung zweier Burgen durch die Přemysliden im 9. und 10. Jahrhundert kamen auch jüdische und deutsche Kaufleute ins Land.
Unter Kaiser Karl IV. erlebte die Stadt einen enormen Bedeutungsgewinn. Prag stand in der Folge im Spannungsfeld vom Heiligen Römischen Reich, den Ländern der Böhmischen Krone und Österreich-Ungarn. Als Brennpunkt der tschechischen Nationalbewegung einerseits und mit der einsetzenden Industrialisierung andererseits erfasste die Stadt ein wirtschaftlicher und kultureller Aufschwung. Der Böhmische Sprachenkonflikt und der ethnische Wandel im 19. Jahrhundert bescherten ihr allerdings auch schwere Auseinandersetzungen.
Mit der Gründung der demokratischen Tschechoslowakei erlangte Prag seinen Rang als europäisches politisches Zentrum zurück. Die Deportation der Juden unter nationalsozialistischer Besetzung und die folgende Vertreibung der Deutschen im Jahr 1945 beendeten die jahrhundertelange Koexistenz dreier Kulturen in Prag. Der Prager Frühling 1968 war ein erster erfolgloser Versuch zur Demokratisierung des kommunistischen Regimes. Seit der Wende im Jahr 1989 entwickelte sich Prag zur modernen Metropole, geprägt vom internationalen Tourismus.

## Ur- und Frühgeschichte
Das bereits im Paläolithikum begangene fruchtbare Prager Becken gehört zu den nahezu durchgängig und am dichtesten besiedelten Gebieten Böhmens. Archäologische Ausgrabungen, die eine lange Tradition in der Region haben, erbrachten zahlreiche Siedlungs- und Grabfunde aus dem Neolithikum, der Bronze- und Eisenzeit. Die in der Latènezeit in Böhmen siedelnden Kelten bezeichneten sich selbst als Boier. Von besonderer Bedeutung ist das späthallstatt- und latènezeitliche Oppidum Závist im südlichen Prager Stadtgebiet. Im 1. Jahrhundert n. Chr. wanderten germanische Gruppen aus dem Norden in die Gegend um Prag ein und schlossen sich den Markomannen unter Marbod an. Im Zuge der Völkerwanderung wurde das Prager Becken von den inzwischen hier lebenden Langobarden im 6. Jahrhundert weitestgehend geräumt.

## Mittelalter

### Frühmittelalterliche Besiedlung
In der zweiten Hälfte des 6. Jahrhunderts wanderten Slawen nach Böhmen ein und ließen sich auf dem heutigen Stadtgebiet nieder. Von besonderer Bedeutung ist die frühslawische Siedlung bei Roztoky im Norden von Prag, die sich am linken Ufer der Moldau erstreckte. Spuren der Besiedlung im 6. und im 7. Jahrhundert fanden sich auch in den anderen, insbesondere den nördlichen Stadtteilen wie Bubeneč, Dejvice, Veleslavín und Bohnice, wurden jedoch meist schon zu Beginn des 20. Jahrhunderts zerstört und sind fast überhaupt nicht dokumentiert. Frühslawische Brandgräber konnten unter anderem in Hradčany, Dejvice und wiederum in Bohnice ausgegraben werden.

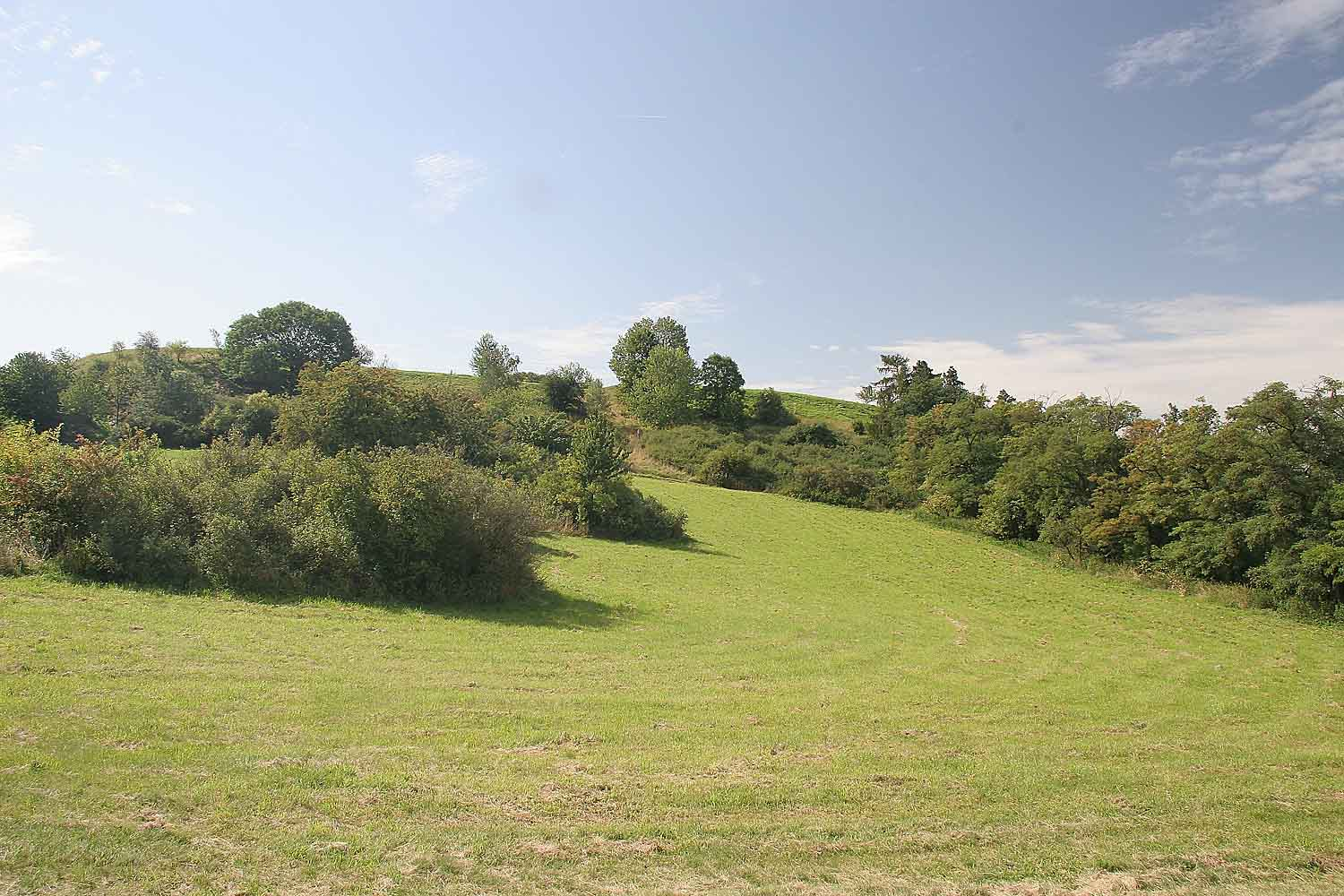
Slawischer Burgwall im Šárka-Tal

Im Laufe des 8. und des 9. Jahrhunderts verdichtete sich die Besiedlung weiter und es wurden erste, leicht befestigte Burgwälle wie in Butovice oder auf dem Sporn Zámka bei Bohnice angelegt. Im 9. Jahrhundert entstand auf dem hervorragend natürlich geschützten Berg Šárka ein Burgwall, der wohl eine zentrale Funktion für das Umland einnahm.

### Die ältesten Burgen und Siedlungen
Die älteste nachweisbare mittelalterliche Ansiedlung im inneren Stadtgebiet ist die Prager Burg auf dem Hradschin (Hradčany), die in der ersten Hälfte des 9. Jahrhunderts durch das tschechische Herrschergeschlecht der Přemysliden gegründet wurde. Hier wurden am Ende des 9. Jahrhunderts und im Laufe des 10. Jahrhunderts auch die ersten christlichen Kirchen errichtet. Außerdem gab es zur selben Zeit bereits Ansiedlungen im Bereich der heutigen Kleinseite (Malá Strana) sowie des Loreto- (Loretánské náměsti) und des Hradschinplatzes (Hradčanské náměsti).
Unter den Přemysliden, die sich gegen konkurrierende Geschlechter durchsetzen konnten, wurde Prag mehr und mehr zum politischen und wirtschaftlichen Zentrum des Landes. Nachdem von Kaiser Otto I. 973 unter Boleslav II. in Böhmen ein selbständiges Bistum eingerichtet worden war, wurde Prag Bischofssitz und unterstand nun dem Erzbistum Mainz, nachdem das Gebiet des Bistums zuvor kirchlich zum Bistum Regensburg gehört hatte. Das Bistum Prag wurde 1344 zum Erzbistum erhoben und damit vom Erzbistum Mainz unabhängig.
Um 965 besuchte der jüdisch-arabische Kaufmann Ibrahim ibn Jaqub die Stadt und gab über dieses weitbekannte Handelszentrum einen eindrucksvollen Bericht. Lange wurde an dessen Wahrheitsgehalt gezweifelt, doch haben archäologische Ausgrabungen, die in den vergangenen Jahrzehnten an der Kleinseite durchgeführt wurden, seine Angaben bestätigt.

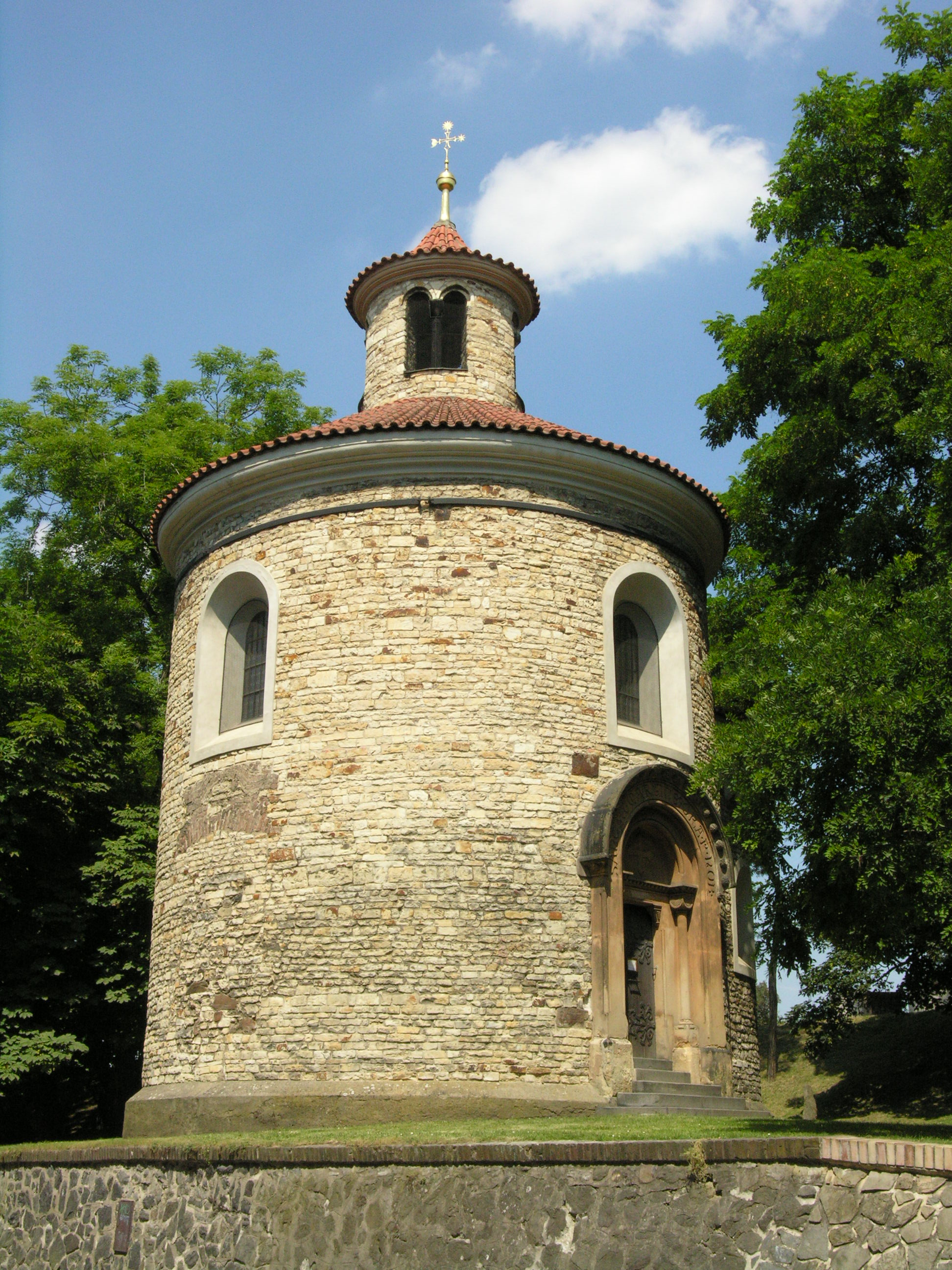
Die Martinsrotunde auf dem Vyšehrad

In der ersten Hälfte des 10. Jahrhunderts wurde auf der gegenüberliegenden Seite der Moldau eine zweite Burg gegründet: der Vyšehrad. Herzog Vratislav II. (1061–1092, seit 1085 König von Böhmen) verlegte um 1070 seine Residenz von der Prager Burg auf den Vyšehrad, gründete das Kollegiatstift St. Peter und Paul und ließ neben einem romanischen Palast auch weitere Kirchen errichten.
Im Schutz der beiden Burganlagen ließen sich im 11. und im 12. Jahrhundert entlang der Moldau und der verbindenden Wege deutsche und jüdische Kaufleute sowie einheimische Handwerker nieder. Ein wesentlicher Grund dafür war die Lage an der Kreuzung wichtiger Handelsstraßen und die Existenz zweier Furten durch die Moldau. Die losen Ansiedlungen besaßen zumeist schon eigene Pfarr- und Friedhofskirchen. Seit dem späten 12. Jahrhundert waren die beiden Seiten des Flusses durch die steinerne Judithbrücke verbunden, die auf hölzerne Vorgänger aus dem späten 9. und dem 10. Jahrhundert zurückgeht.

### Die Gründung der Altstadt um 1230/34
König Wenzel I. ließ um 1230/34 die größte dieser romanischen Siedlungen an der Moldaubiegung befestigen und erteilte ihr das Stadtrecht. Prag wurde zur königlichen Residenzstadt der böhmischen Herrscher. Die Stadtbefestigung mit doppelter Mauer und Graben zerschnitt einerseits Siedlungen wie um St. Martin „in der Mauer“ (Kostel sv. Martina ve zdi), andererseits wurden bisher noch unbebaute Flächen in den Mauerring mit einbezogen, die nun jedoch recht zügig bebaut wurden. So gründete der spätere königliche Münzmeister Eberhard durch süddeutsche Kolonisten die Gallusstadt (Nova civitas circa S. Gallum; Havelské město), die bis zur Vereinheitlichung der Stadtrechte der Prager Altstadt um 1287 eine eigene Rechtsordnung besaß. Sie entstand um einen regelmäßig angelegten „Neuen“ Markt (Nové tržiště), der sich vom heutigen Obstmarkt (Ovočny trh) bis zum Kohlenmarkt (Uhelný trh) erstreckte.

### Kleinseite und Hradschin
Wenzels Sohn Přemysl Ottokar II. vertrieb auf dem anderen Moldauufer die unterhalb der Burg ansässige tschechische Bevölkerung, siedelte 1257 norddeutsche Kolonisten an und gründete die erste Prager Neustadt (Nova civitas sub castro Pragensis), die heutige Kleinseite (Malá Strana), die er mit Magdeburger Stadtrecht versah. Als dritte Prager Stadt wurde vor 1320 wohl vom Burggrafen Hynek Berka von Dubá die abhängige Stadt Hradschin (Hradčany) angelegt.

### Ausbau der Stadt unter Karl IV.

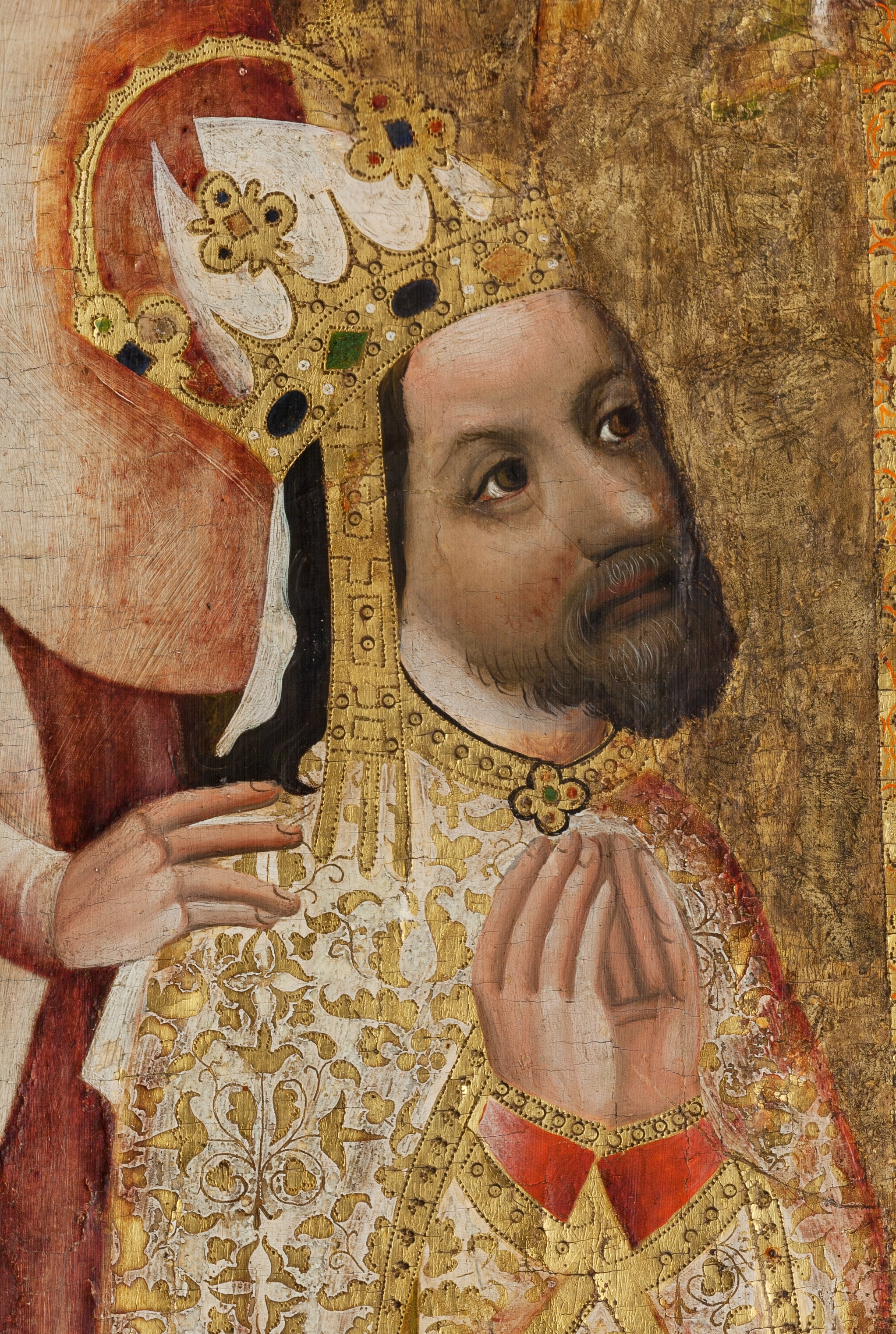
Kaiser Karl IV. ließ seine Residenzstadt zur mittelalterlichen Metropole ausbauen

Für die Stadtgeschichte Prags ist die Mitte und die zweite Hälfte des 14. Jahrhunderts von besonderer Relevanz. Während der Regierungszeit Karls IV. und seines Sohnes Wenzels IV. erlebte die Stadt den bis dahin umfassendsten Wandel hinsichtlich Bedeutung und Größe. Ziel der beiden Herrscher war der Ausbau Prags zur neuen Residenzstadt und würdigen Metropole nicht nur der Länder der böhmischen Krone, sondern des ganzen Heiligen Römischen Reiches.

Wappen der Prager Neustadt aus dem Jahre 1649

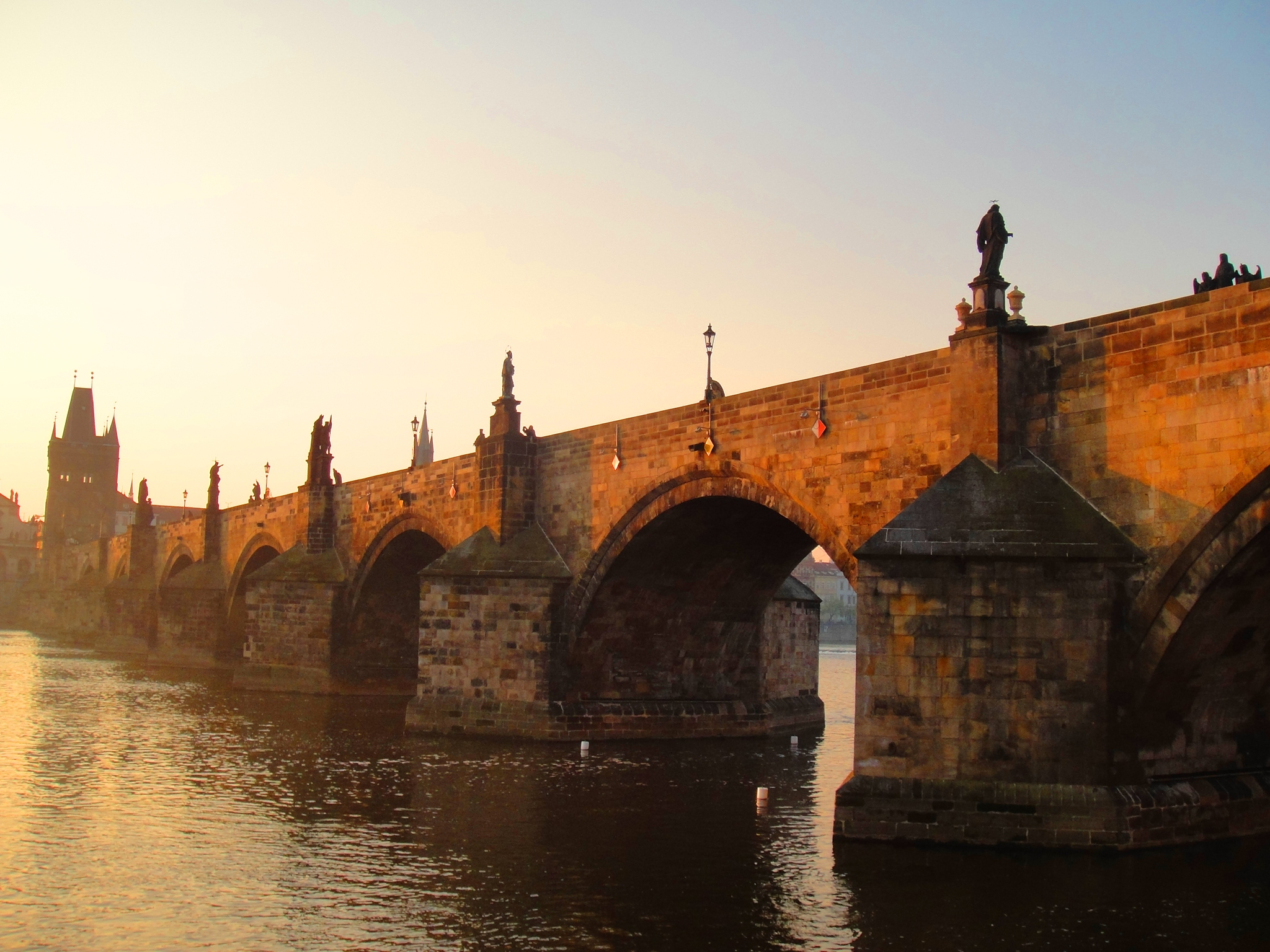
Die 1357 erbaute Karlsbrücke ist ein Wahrzeichen Prags. Der Skulpturenschmuck stammt aus der Barockzeit

Noch während der Regierungszeit seines Vaters Johann von Luxemburg (des Blinden) ließ Karl im Jahr 1333 die durch einen Brand 1303 zerstörte Prager Burg auf dem Berg Hradschin wiederaufbauen. Elf Jahre später wurde auf sein Betreiben das Bistum Prag zum Erzbistum erhoben. Daraufhin begann auch der Neubau der St.-Veits-Kathedrale. Im Jahre 1346 wurde Karl IV. zum römisch-deutschen König gewählt. Er gründete 1348 die Karls-Universität als erste deutsche Universität sowie die riesige Prager Neustadt. Zur selben Zeit ließ er auch die zweite Prager Burg, den Vyšehrad, vergrößern und erneuern. Nachdem Karl 1355 zum Kaiser gekrönt worden war, begannen 1357 der Bau der steinernen Brücke, heutige Karlsbrücke genannt, mit dem Altstädter Brückenturm und 1360 die Erweiterung der Stadt auf der anderen Moldauseite, der Kleinseite, durch Errichtung einer neuen Befestigung. Der Bauaufschwung strahlte auch auf die älteste und bedeutendste Prager Stadtanlage, die Altstadt ab, in der fast alle Kirchen und zahlreiche profane Gebäude auf königliche oder private Initiative hin neu- oder umgebaut wurden.
Die Bautätigkeit hielt auch nach dem Tod Karls IV. 1378 an, und zahlreiche Bauvorhaben konnten unter Wenzel IV. vollendet werden. Mit dessen Enthebung vom Königsthron im Jahr 1400 hörte Prag auf, Residenzstadt zu sein, und damit kamen auch fast alle Bauvorhaben zum Erliegen. Zu einem ersten erheblichen Rückschlag in der Entwicklung Prags kam es bereits beim Ausbruch der hussitischen Revolution 1419, in deren Verlauf Prag zu einem großen Teil zerstört wurde.
Obgleich nur einige kirchliche und administrative Gebäude erhalten geblieben sind, bestimmt die Anlage der Neustadt noch heute wesentlich das Stadtbild Prags. Bemerkenswert sind vor allem das systematische Vorgehen und die Regelhaftigkeit der 1348 begonnenen Neustadt, die durch drei große Märkte gegliedert wurde. Der Heumarkt (heute Hybernergasse/Hybernská ulice) und Rossmarkt (Wenzelsplatz/Václavské náměstí) mit einer Länge von fast 700 m wurden entlang älterer Handelswege angelegt und reichten jeweils von einem Tor der Altstadt bis zu einem neuen, als Teil der Befestigung der Neustadt errichteten Tor. Beim Viehmarkt (Karlsplatz/Karlovo náměstí) war dies nicht möglich, aber auch hier lief die über den Platz führende Straße vom Altstadt-Tor bis zum Haupttor des Vyšehrads. Ausgehend von den entlang der Himmelsrichtungen beziehungsweise genau diagonal zu diesen errichteten Märkten wurden großenteils rechtwinklig ausgerichtete Straßensysteme angelegt, was zu leichten Unregelmäßigkeiten führen musste, die aber geschickt ausgeglichen wurden.
In unmittelbarer Nähe der Märkte wurde jeweils ein Kloster gegründet: St. Maria Schnee, St. Ambrosius und das Emmauskloster. Ebenso wurden die Geländedominanten der Neustadt durch großartige Kirchenarchitekturen hervorgehoben, wobei dem auch in militärstrategischer Hinsicht wichtigsten Ort, dem Karlshof, die größte Bedeutung zukam. Entsprechend der Unterschiedlichkeit der ansässigen Orden wählte man die unterschiedlichsten kirchlichen Grundriss- und Raumdispositionen, vom einschiffigen Bau über Hallenkirchen und Basiliken bis zu Zentralbauten.
Die fünf wichtigsten Kirchenanlagen im nahezu unbesiedelten Süden der Neustadt bilden die Enden und den Schnittpunkt eines imaginären Kreuzes, wodurch der Stadt nach mittelalterlicher Vorstellung ein besonderer Segen zuteilwurde. Ein weiteres Kreuz, das an seinen Enden gleichfalls mit städtebaulichen Dominanten besetzt war, formten der Rossmarkt und die beiden Verbindungsstraßen zu den anderen Märkten. Der Rossmarkt teilte die Neustadt in zwei Stadtteile und verband sie gleichzeitig. Zusätzlich zur Erweiterung der zahlreichen älteren Pfarrkirchen erhielten beide Teile je eine neue Pfarrkirche – die obere Neustadt die St.-Stephans-Kirche und die untere Neustadt die Kirche St. Heinrich und Kunigunde als die Hauptpfarrkirche der gesamten Neustadt –, die zumindest in der ursprünglichen Planung ein fast identisches Äußeres hatten.
Der Aufbau der Neustadt war wohl im Wesentlichen schon 1367 abgeschlossen, also zum Zeitpunkt der bald darauf wieder rückgängig gemachten Vereinigung mit der Altstadt. Prag wurde infolge der Maßnahmen Karls IV. mit rund 40.000 Einwohnern 1378 die viertgrößte Stadt nördlich der Alpen nach Paris, Gent und Brügge. V. Lorenc rechnete sogar mit einer Gesamtzahl von 67.110 Einwohnern auf beiden Seiten des Flusses. Zählt man die bei dieser Berechnung noch nicht berücksichtigte Besatzung des Vyšehrads, die Geistlichen und die Angehörigen des Hofs und der Universität hinzu, ergibt sich eine Schätzung der Gesamtbevölkerung Prags in der Mitte des 14. Jahrhunderts von ungefähr 85.000 Einwohnern. Hinsichtlich ihrer Fläche war sie sogar die drittgrößte Stadt in Europa nach Rom und Konstantinopel. Die unter Karl IV. errichteten Stadtmauern umschlossen eine Fläche von 7,5 km², von denen allein ungefähr ein Drittel (rund 2,4 km²) auf die Neustadt entfiel.

## Hussitenzeit
Wachsende soziale und religiöse Spannungen, die in den unterschiedlich strukturierten Prager Städten besonders deutlich wurden, führten zu dem Aufstand der Hussiten, der mit dem ersten Prager Fenstersturz am 30. Juli 1419 begann und die Städte stark in Mitleidenschaft zog. Im Jahre 1422 wurde Jan Želivský, der Anführer der radikalen Hussiten, am Altstädter Ring hingerichtet.

## Frühe Neuzeit

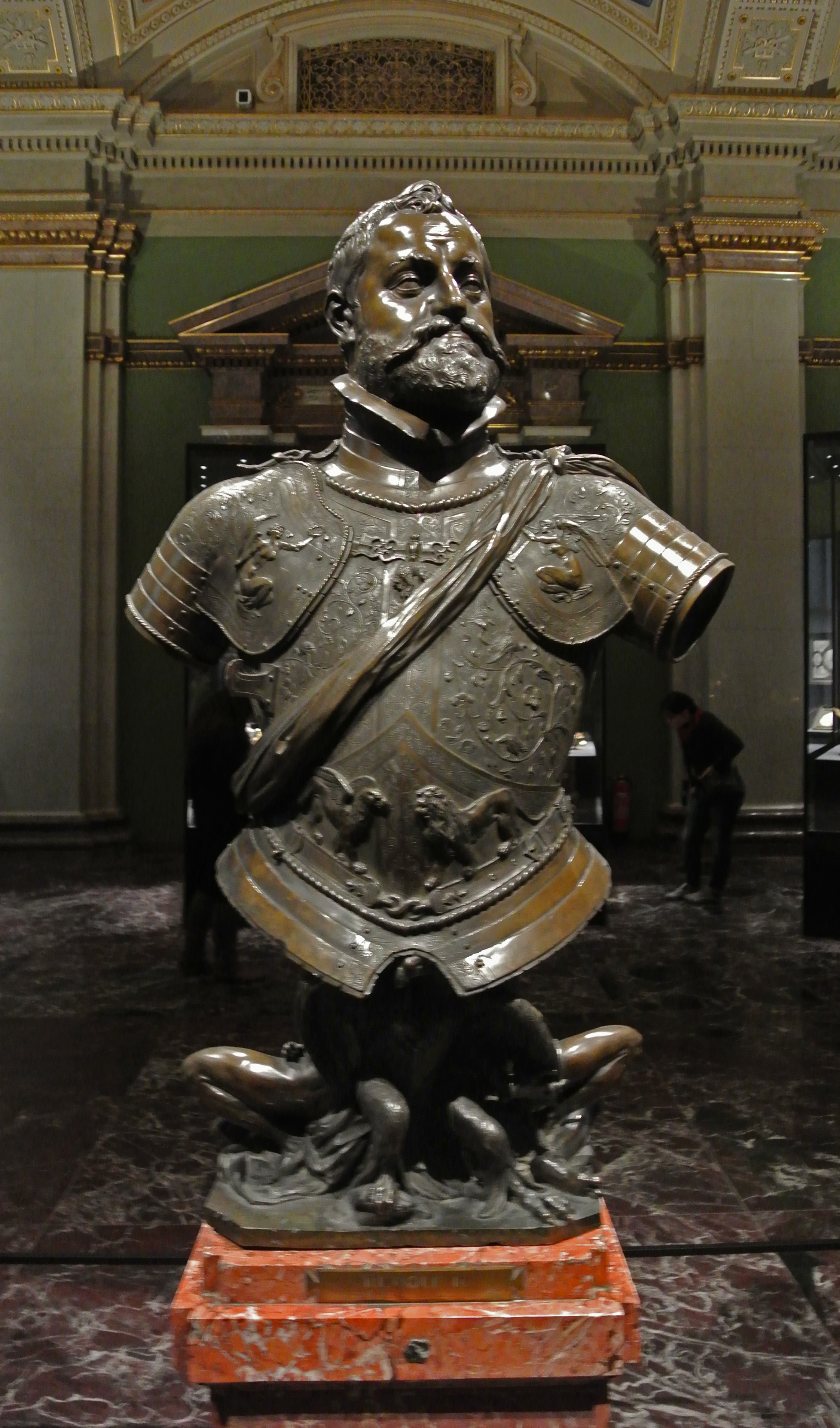
Das rudolfinische Prag war eine Blütezeit der Wissenschaft und Kunst. Büste des Kaisers von Adriaen de Vries (1603)

1526 trat die Habsburger Dynastie die Thronfolge an und hielt den Thron fast lückenlos bis ins Jahr 1918 inne. Bei dem Stadtbrand in Prag 1541 zerstörte ein Feuer die Gebäude auf dem Hradschin und der Kleinseite fast vollständig. 1546/47 beteiligten sich auch die Prager Städte am böhmischen Ständeaufstand gegen König Ferdinand I. Nach dessen Niederschlagung konnte der König im Juli 1547 mit seinen Truppen in die Moldaumetropole einziehen. Die Prager Städte verfielen dem königlichen Strafgericht und hatten zusammen mit den anderen utraquistischen Städten am meisten zu büßen. Sie verloren viele Rechte und Freiheiten und mussten hohe Strafgelder entrichten.
Unter Kaiser Rudolf II. (1576–1611) wurde Prag 1583 wieder Kaiserresidenz und somit Brennpunkt des gesellschaftlichen und kulturellen Lebens in Mitteleuropa. In dieser Zeit kamen viele Deutsche, aber auch Angehörige anderer Nationalitäten als Neubürger nach Prag. Der Kaiser förderte auch die Wiederansiedlung der Juden in der Prager Altstadt. Die Stadt bekam so einen multikulturellen Charakter, nachdem sie seit der Hussitenzeit fast rein tschechisch gewesen war. Rudolf II. holte berühmte Wissenschaftler wie Tycho Brahe und Johannes Kepler an den Prager Hof. Der Kaiser legte die bedeutendste Kunstsammlung seiner Zeit an.

## Dreißigjähriger Krieg

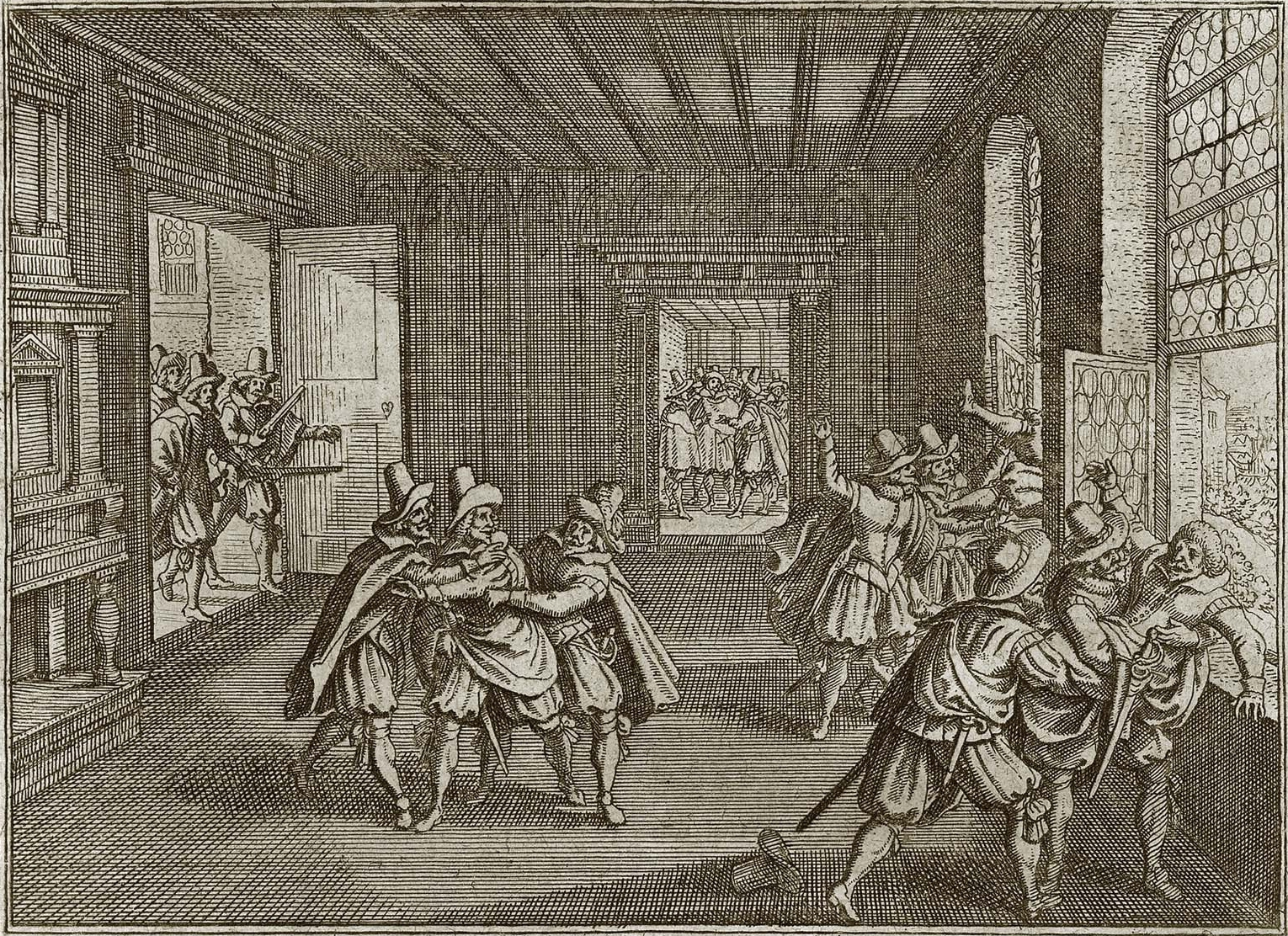
Zweiter Prager Fenstersturz von 1618, der den Dreißigjährigen Krieg auslöste

Auslöser des Dreißigjährigen Krieges war der zweite Prager Fenstersturz.
In der Schlacht auf dem Weißen Berg 1620 bei Prag wurden die protestantischen Stände von den katholischen Habsburgern besiegt. Die siegreiche Partei bestimmte fortan die kulturelle Entwicklung (Prager Barock). Damit einher ging ein schleichender Niedergang der tschechischen Sprache und des tschechischen Nationalbewusstseins. In der tschechischen Historiographie werden die rund 200 Jahre nach dem „Weißen Berg“ temno genannt, zu Deutsch: Finsternis. Systematisch gefördert wurde die deutsche Sprache in den böhmischen Ländern jedoch nur in der relativ kurzen Zeitspanne von ca. 1740 bis 1780 im Zuge der Bestrebungen des aufgeklärten Absolutismus, eine möglichst effiziente und einheitliche Verwaltung zu schaffen.
Im Juni 1621 wurden am Altstädter Ring 27 Anführer des Böhmischen Aufstandes hingerichtet. Protestanten wurden vertrieben, eine gewaltsame Rekatholisierung setzte ein. Eine 1622 erlassene Stadtverfassung dämmte die städtische Autonomie Prags stark ein. Nach der Niederlage der kaiserlichen Armee in der Schlacht bei Breitenfeld 1631 besetzten die Sachsen Prag. Mit ihnen kamen zahlreiche exilierte Protestanten, die sogleich darangingen, ihr verlassenes Hab und Gut wieder in Besitz zu nehmen. Dies währte nur kurz, da General Wallenstein im Mai 1632 Prag zurückeroberte. Im Prager Frieden am 30. Juni 1635 trat der Kaiser die Lausitz an Kursachsen ab.
Im Sommer 1648 endete der Dreißigjährige Krieg, dort wo er begonnen hatte, nämlich wiederum in Prag: Schwedische Truppen unter Hans Christoph von Königsmarck eroberten am 26. Juli 1648 die Kleinseite mit dem Hradschin und der Prager Burg, wo dann auch der Prager Kunstraub stattfand. Die Stadtteile rechts der Moldau vermochten sich hingegen bis Kriegsende gegen eine schwedische Belagerung zu behaupten.
Dabei wurde die Kleinseite und das Burggelände in Schutt und Asche gelegt. Kaiser Ferdinand III. ließ daraufhin ein barockes Schutzsystem von über 14 Kilometer Länge errichten mit neun Toren und rund 30 Bastionen.

## 18. Jahrhundert
1711 gelangten Nachrichten aus Istanbul über einen neuerlichen Ausbruch der Pest ins Habsburgerreich. 1712 wurde berichtet, die Pest sei über Wien bis nach Mähren vorgedrungen. Im Februar 1713 wurden vergeblich die Grenzen zwischen Böhmen, Niederösterreich und Mähren geschlossen.
Im März 1713 wurde in Prag die erste Erkrankung registriert; Am 28. September 1713 erreichte sie mit 285 Toten an einem einzigen Tag ihren Höhepunkt. Insgesamt starben in Prag rund 20.000 Menschen an der Pest, in Böhmen und Mähren waren es laut zurückhaltenden Schätzungen rund 100.000 Opfer.
1741 eroberten Bayern und Franzosen mit sächsischen Truppen Prag.
Im August 1744 begann der Zweite Schlesische Krieg mit dem Einmarsch preußischer Truppen in Böhmen. Nach einer Belagerungszeit von zwei Wochen musste Prag am 16. September kapitulieren. Im Frieden von Dresden wurde Böhmen Ende 1745 wieder als österreichisch anerkannt.
Am 1. September 1756 begann der Siebenjährige Krieg mit einem Sieg preußischer Truppen bei Pirna. Einen Monat später gewannen sie auch die Schlacht bei Lobositz.
In der Schlacht bei Prag im am 6. Mai 1757 fielen über 24.000 Soldaten, darunter auch einige hohe Offiziere. Auf preußischer Seite führten König Friedrich der Große und Generalfeldmarschall Kurt Christoph Graf von Schwerin, auf österreichischer Prinz Karl von Lothringen und Feldmarschall Maximilian Ulysses Browne.
Anschließend belagerten preußische Truppen die in Prag eingeschlossenen Österreicher unter Prinz Karl von Lothringen. Am 18. Juni 1757 besiegte ein österreichisches Entsatzheer in der Schlacht bei Kolin (knapp 60 km östlich von Prag) die preußischen Truppen unter Friedrich dem Großen.
1784 schlossen sich die vier bisher selbständigen Prager Städte Hradschin (Hradčany), Kleinseite (Malá Strana), Altstadt (Staré Město) und Neue Stadt (Nové město) zusammen und es entstand eine geschlossene Prager Stadtbefestigung.

## 19. Jahrhundert

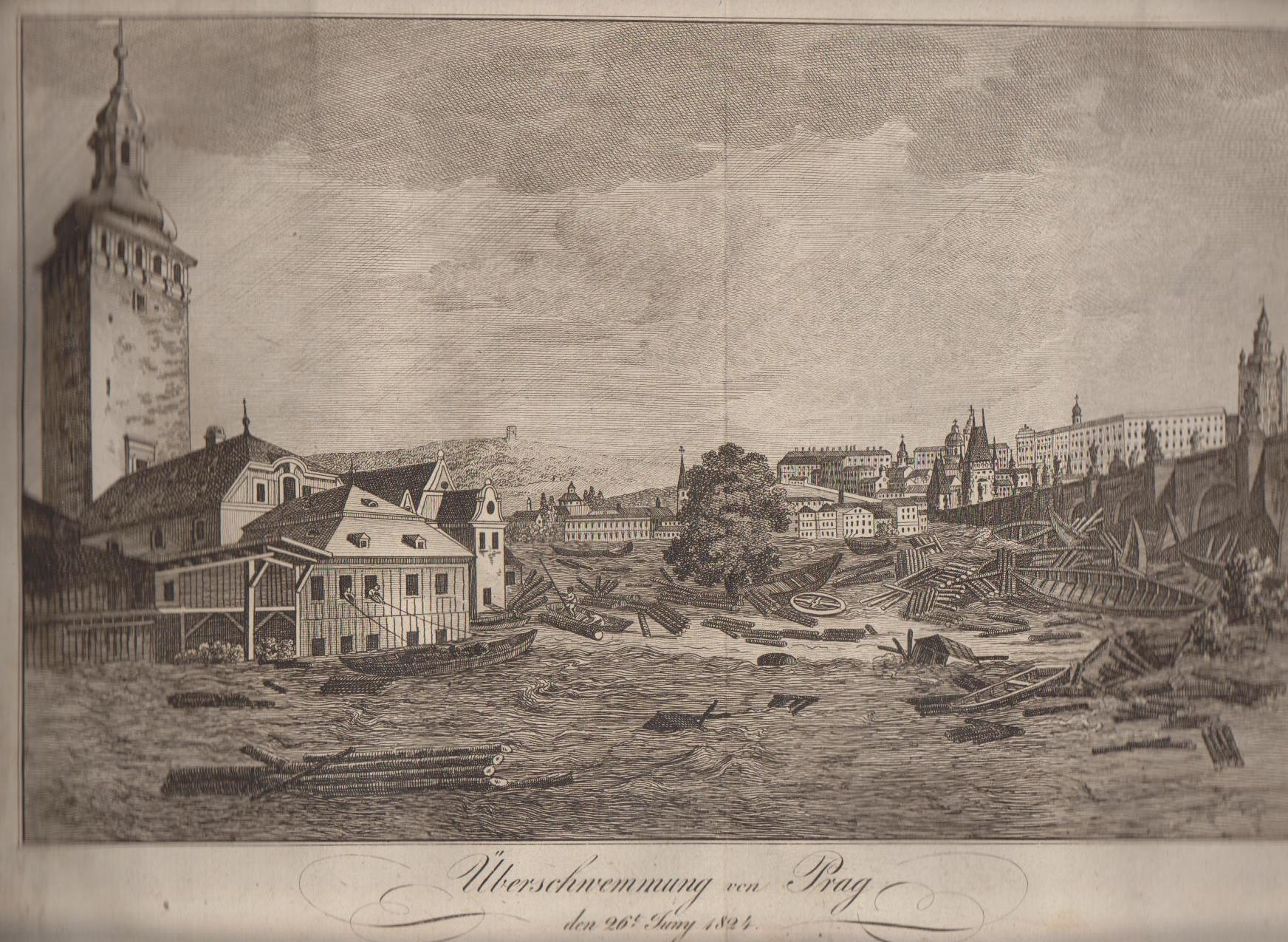
Die Überschwemmung vom 26. Juni 1824

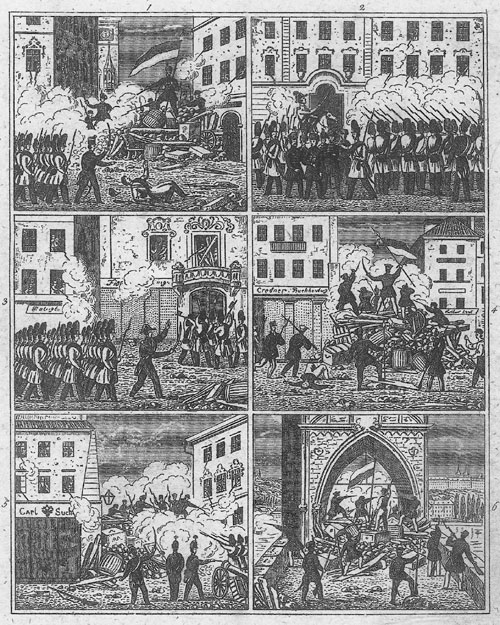
Zeitgenössische Bilderreihe mit Szenen des Prager Pfingstaufstandes (12. Juni bis 17. Juni 1848)

Wie auch andere europäische Städte expandierte Prag im 19. Jahrhundert im Zuge der Industriellen Revolution stark. Vor dem Píseker Tor wurde 1830 die Pferdebahn nach Kladno angelegt. Im Jahre 1834 entstand die Königliche Ständische Technische Lehranstalt als erste technische Hochschule Europas. 1818 wurde das Nationalmuseum gegründet und später durch den Politiker und Historiker František Palacký in ein aktives Zentrum der Bestrebungen um Erneuerung der tschechischen Nationalkultur verwandelt. Im Jahr 1834 erklang die Melodie des Liedes Kde domov můj? (Wo ist meine Heimat?).
Im Revolutionsjahr 1848 trat zum ersten Mal seit mehr als zwei Jahrhunderten das tschechische Nationalbewusstsein wieder als selbstständiger politischer Faktor auf. Auf dem Slawenkongress des Jahres 1848 zeigten sich panslawistische Tendenzen. Die Mehrheit der tschechischen Politiker (Alttschechen) verfolgte jedoch moderate Ziele der sprachlichen und kulturellen Gleichberechtigung. Die nationalen Bestrebungen der Tschechen wurden in diesem Jahr jedoch ebenso erstickt wie die freiheitlichen Forderungen der Deutschen. Die Niederschlagung des Prager Pfingstaufstands am 16. Juni 1848 durch österreichische Truppen war der erste militärische Erfolg der Gegenrevolution in den Staaten des Deutschen Bundes.

### Industrialisierung und Bevölkerungszuwachs

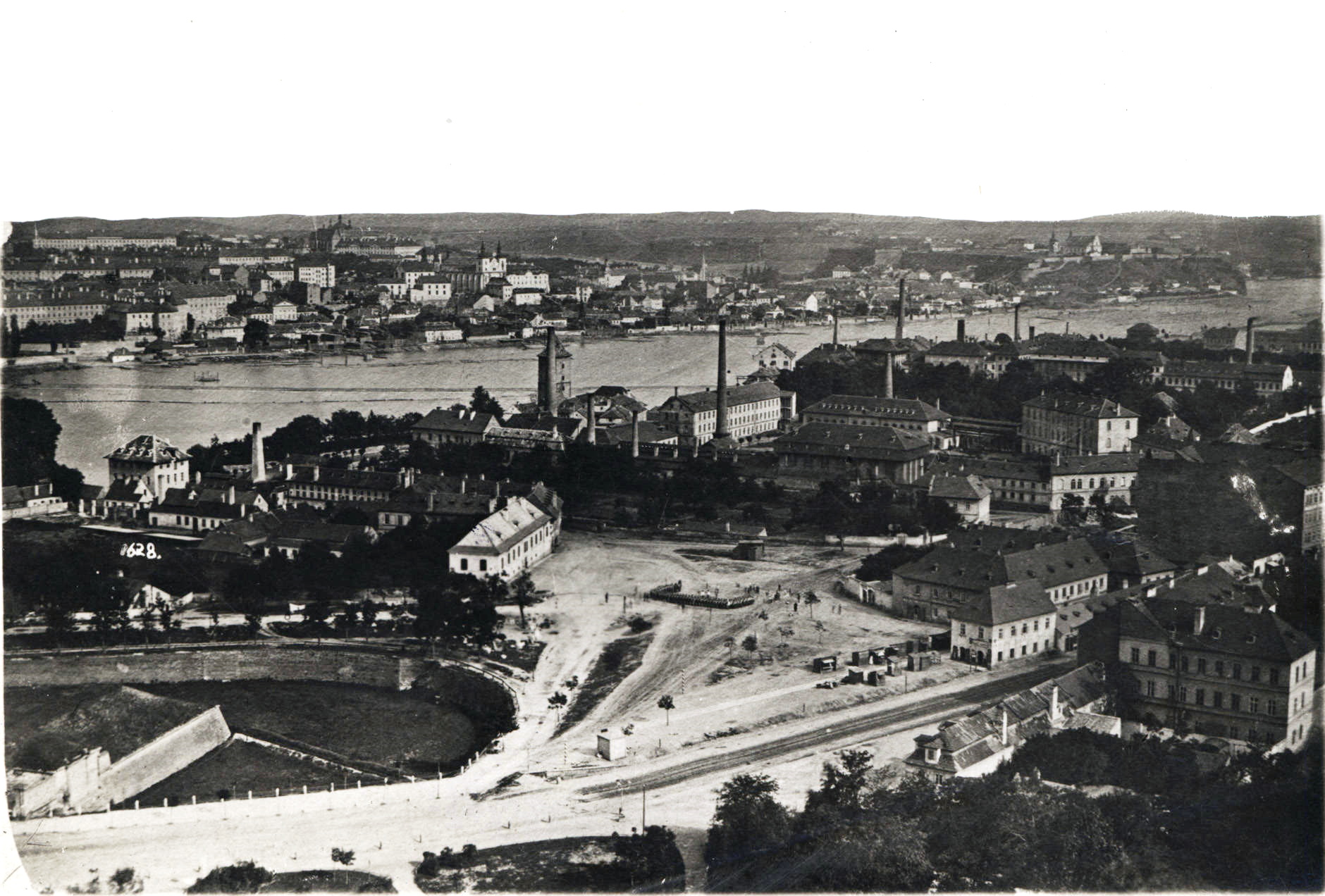
Smíchov am linken Moldauufer entwickelte sich zu einem industriellen Stadtteil

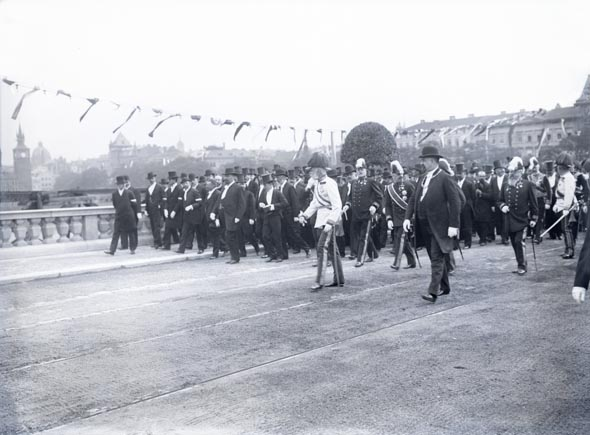
Franz Joseph I. bei der Neueröffnung der Kaiser-Franz I.-Brücke (1901)

Die Volkszählung von 1847 ergab einen Bevölkerungsbestand von 66.046 Deutschen und 36.687 Tschechen. Bis 1861 amtierte ein deutscher Bürgermeister. Von da ab nahm die Zahl der tschechischen Einwohner sprunghaft zu, bedingt durch die Industrialisierung der Prager Vorstädte. Wirtschaftlich brachte die zweite Hälfte des 19. Jahrhunderts einen stürmischen Aufschwung. Im Jahr 1874 wurden der Großteil der Stadtbefestigungsanlagen abgetragen, um Platz zu schaffen. Das führte zu einem Verwachsen der Stadt mit ihren Vororten. In Smíchov entstanden Industrieanlagen wie die Ringhoffer-Werke oder die Brauerei Staropramen. Auch die Vororte Karlín, Holešovice und Libeň entwickelten sich zu Industriestandorten.
Die Errichtung des tschechischen Nationaltheaters inspirierte eine ganze Generation von Komponisten und gestaltenden Künstlern. Es entstanden die Opern von Bedřich Smetana und Antonín Dvořák. Im deutschen Bevölkerungskreis, einer großenteils kunst- und kulturbeflissenen Oberschicht, hatte sich ein reges Vereins- und Klubleben entwickelt. Der deutsche Theaterverein finanzierte den größten Teil des Neuen Deutschen Theaters. Zu den Schauspielerinnen gehörten Paula Wessely und Fee von Reichlin. Zentrum des Deutschtums war das Deutsche Haus am Graben.
Eine groß angelegte Leistungsschau der tschechischen Industrie war die Jubiläumsausstellung im Jahr 1891, anlässlich derer das Messegelände, der Aussichtsturm Petřín und die Letná-Straßenbahn eröffnet wurden. 1896 begann der regelmäßige Straßenbahnverkehr in Prag.

### Kultureller Schmelztiegel
Die Aufteilung der Prager Karls-Universität in eine deutsche und eine tschechische Universität war ein Symbol für die ethnischen Konflikte, die Prag am Ende des 19. Jahrhunderts erschütterten. Vertreter der tschechischen Nationalbewegung warfen den Juden vor, der deutschen Seite zuzuneigen, Deutsch zu sprechen und in der deutschen Kultur zu leben. Achtmal kam es in Prag zu Wellen antisemitischer Ausschreitungen, und zwar in den Jahren 1844, 1848, 1863, 1897, 1904, 1905, 1920 und 1921. Der so genannte „Dezembersturm“ 1897, bei dem erst das Einschreiten von Soldaten dem Mob Einhalt bot, richtete sich gegen Deutsche wie Juden. Er war „ein traumatisches Erlebnis aller Prager Juden der Generation von Max Brod, Franz Kafka und Egon Erwin Kisch“.
Um 1900 glich Prag einem Treibhaus für Künstler und Literaten. Namhafte deutschsprachige Schriftsteller wie Franz Kafka, Rainer Maria Rilke oder Gustav Meyrink wirkten in Prag. In dieser Zeit war Prag im Vielvölkerstaat Österreich-Ungarn durch einen regen Austausch zwischen den Nationalitäten geprägt. Für die Tschechen war Prag der kulturelle Mittelpunkt, während die deutschsprachigen Künstler Prags (zum Beispiel Kafka, Kisch und Franz Werfel) oft einen Teil ihres Lebens in den deutschen Kulturzentren verbrachten.

### Entwicklung des jüdischen Bevölkerungsanteils
| Juden in Prag |           |        |        |
| Jahr          | Ges.-Bev. | Juden  | Anteil |
| 1857          | 72.000    | 7.706  | 10,7 % |
| 1869          | 159.200   | 13.056 | 8,2 %  |
| 1880          | 162.300   | 16.754 | 10,3 % |
| 1890          | 184.000   | 17.635 | 9,6 %  |
| 1900          | 201.600   | 18.986 | 9,4 %  |
| 1910          | 223.000   | 18.041 | 8,1 %  |

## 20. Jahrhundert
Mit dem Ersten Weltkrieg brach über das Volk sowohl materielle Entbehrung als auch politische und nationale Unterdrückung herein. Dagegen und unmittelbar gegen die Monarchie loderte der Widerstand gleich zu Beginn auf. In der österreichischen Armee brach immer wieder Aufruhr aus, und sowohl Hungerdemonstrationen als auch Kundgebungen nahmen im Frühsommer 1918 zu.

### Tschechoslowakische Hauptstadt

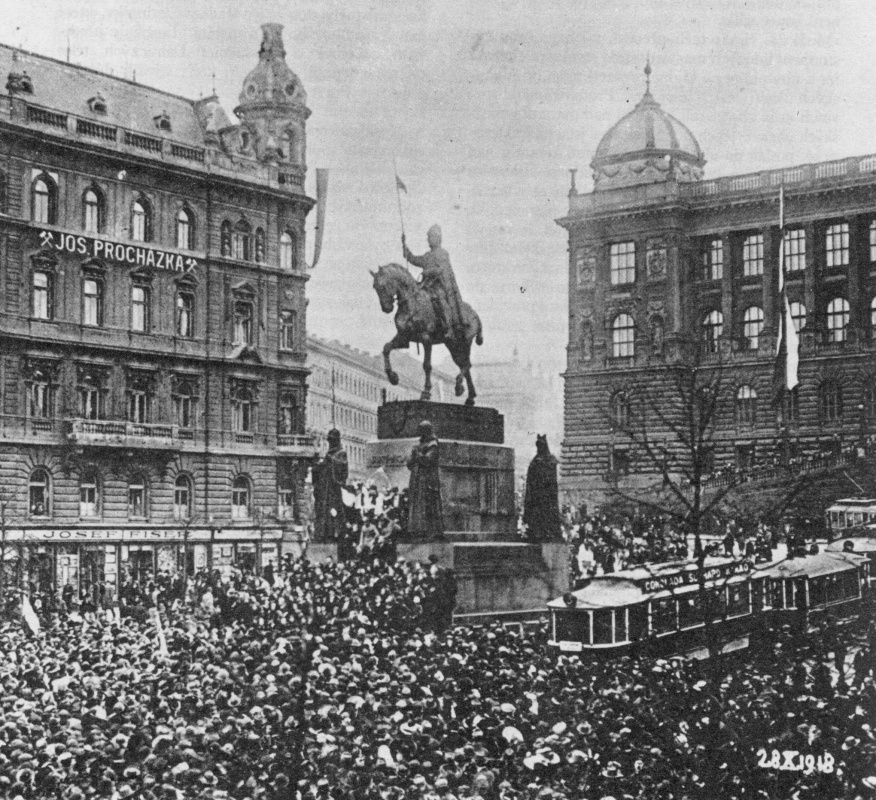
Manifestation zur Unabhängigkeitserklärung am 28. Oktober

Am 28. Oktober 1918 rief das Nationalkomitee die Selbstständigkeit der Tschechoslowakischen Republik (ČSR) aus, für die sich am 30. Oktober auch das in Turčiansky Martin tagende Slowakische Nationalkomitee aussprach. Prag wurde die Hauptstadt des neuen Staates. 1922 wurde Prag durch Eingemeindung von 37 Vororten vergrößert („Groß-Prag“), darunter bevölkerungsreiche Vorstädte wie Vinohrady, Karlín, Žižkov oder Smíchov. In den 1920er Jahren belief sich der tschechische Bevölkerungsanteil auf etwa 600.000 Bürger. Die 30.000 Deutschen bildeten eine kleine Minderheit.
Die Stadt erlebte in den 1920er Jahren einen wirtschaftlichen und kulturellen Aufschwung, der erst mit der Weltwirtschaftskrise zum Erliegen kam. Architektonisch wurde mit der Vollendung des Veitsdomes im Jahr 1929 ein wichtiges nationales Zeichen gesetzt. Prägend waren jedoch längst moderne Architekturströmungen, mit funktionalistischen Bauten wie dem Messepalast oder der Werkbundsiedlung Prag sowie kubistische Architektur wie das Haus zur Schwarzen Muttergottes. Der Flugverkehr in Prag hatte bereits 1919 auf dem Flugplatz Kbely begonnen, 1937 ging der zivile Flughafen Praha Ruzyně im Nordwesten der Stadt in Betrieb.

### Okkupation und Zweiter Weltkrieg

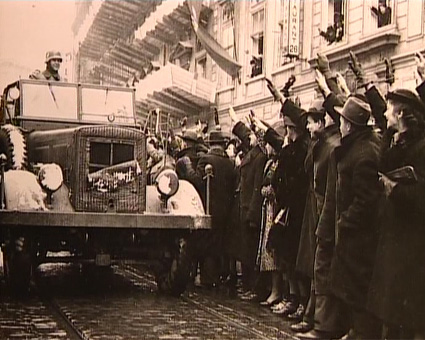
Prager Deutsche begrüßen die Wehrmacht

Mit dem Einmarsch deutscher Truppen am 15. März 1939 zur „Zerschlagung der Rest-Tschechei“ wurde Prag die Hauptstadt des Protektorats Böhmen und Mähren. Emil Hácha, der 1938 nach dem Rücktritt von Edvard Beneš Präsident der tschechoslowakischen Republik wurde, blieb bis 1945 Präsident des Protektorats unter deutscher Aufsicht. Unmittelbar nach dem Einmarsch begann die Verfolgung der Prager Juden und ihre Emigration. Jüdische Institutionen und Unternehmen wurden geschlossen und enteignet. 1941 begann die systematische Deportation der Juden, zunächst in das Ghetto Litzmannstadt, später in das KZ Theresienstadt. Von den knapp 49.500 jüdischen Einwohnern, die bei Kriegsbeginn 1939 in Prag lebten, überlebten nur etwa 7500 die Schoah.
Deutsche Truppen hielten Prag bis 1945 besetzt. Im Zweiten Weltkrieg wurde Prag von alliierten Luftangriffen ausgenommen, da die Stadt wegen ihrer zu über 90 Prozent tschechischen Bevölkerung geschont werden sollte. Anders als Pilsen besaß Prag auch keine kriegswichtige Industrie. Während des Krieges gab es vier alliierte Luftangriffe auf Prag.
Am 5. Mai 1945 wurde über das Radio zum Prager Aufstand aufgerufen. Am selben Tag schloss das nationaltschechische Militärkommando Groß-Prag ein Abkommen mit der 1. Division der an sich mit dem Deutschen Reich verbündeten Wlassow-Armee (ROA). Diese Division marschierte am 6. Mai von Westen gegen das aufständische Prag, griff dort am 7. Mai die deutschen Stellungen von Westen her an und besetzte bis zum Abend weite Teile der Stadt. Auch der kommunistisch beeinflusste Tschechische Nationalrat (ČNR) hatte das Vorgehen der Wlassow-Armee in einer Punktation vom 7. Mai gebilligt, sich aber wenig später schon wieder distanziert. Als sich abends abzeichnete, dass die Amerikaner nicht nach Prag marschieren würden, sondern die Stadt von der Roten Armee besetzt werden würde, zogen sich die Wlassow-Truppen noch in der Nacht auf den 8. Mai gegen Pilsen zurück, um der Rache Stalins zu entgehen.
Die Position der deutschen Truppen in der Stadt, vor allem Teile der Waffen-SS-Division „Wallenstein“, verbesserte sich dadurch aber nur unwesentlich. Ihr Ziel war eine Kapitulation gegenüber den Amerikanern, und ihr befehlshabender General Rudolf Toussaint unterzeichnete am 8. Mai um 16:00 Uhr gegenüber dem ČNR eine Kapitulationsurkunde, die den Soldaten freien Abzug gewährte. Letzterer wurde noch vor Ende der Nacht vollzogen. Nur ein kleiner Teil der rund 42.000 Prager Deutschen und weiterer deutscher Zivilisten verließ die Stadt zusammen mit den Truppen. Als die sowjetischen Truppen der 1. Ukrainischen Front Konews die Stadt am Morgen des 9. Mai 1945 im Zuge der Prager Operation erreichten, kam es zu Gewaltausbrüchen gegen die verbliebene deutsche Minderheit, denen nach tschechischen Angaben in zwölf Tagen knapp 1000 deutsche Zivilisten zum Opfer fielen. Diese Angabe wird aber als zu niedrig angesehen. Die Deutschen wurden in Kinos, Schulen und im Stadion von Strahov interniert, in die Landwirtschaft verbracht oder in das Lager Theresienstadt deportiert. Die Befreiung Prags mündete bald in eine erneute Besetzung. Der SMERSch ließ mehrere hundert verwundete Wlassow-Soldaten ermorden, der Vorsitzende des ČNR, Pražák, verlor seine Professur, und weitere Mitglieder des ČNR wurden verhaftet oder hingerichtet.

### Kommunismus
Im Februarumsturz 1948 errang die bereits seit 1946 latent dominierende Kommunistische Partei (KSČ) die politische Macht. Es folgte eine Zeit massiver Unterdrückung, mit dem Slánský-Prozess als Höhepunkt, bis sich in der Tauwetter-Periode das Klima etwas entspannte, so dass das Stalin-Denkmal 1962 nach nur siebenjährigem Bestehen gesprengt werden konnte.
Im August 1968 wurde ein friedlicher Demokratisierungsversuch (Prager Frühling) durch eine Intervention von fünf Staaten des Warschauer Paktes gewaltsam niedergeschlagen. Weltweit bekannt wurde der Protest gegen die sowjetische Besatzung durch die symbolträchtige Selbstverbrennung Jan Palachs auf dem Wenzelsplatz am 16. Januar 1969.

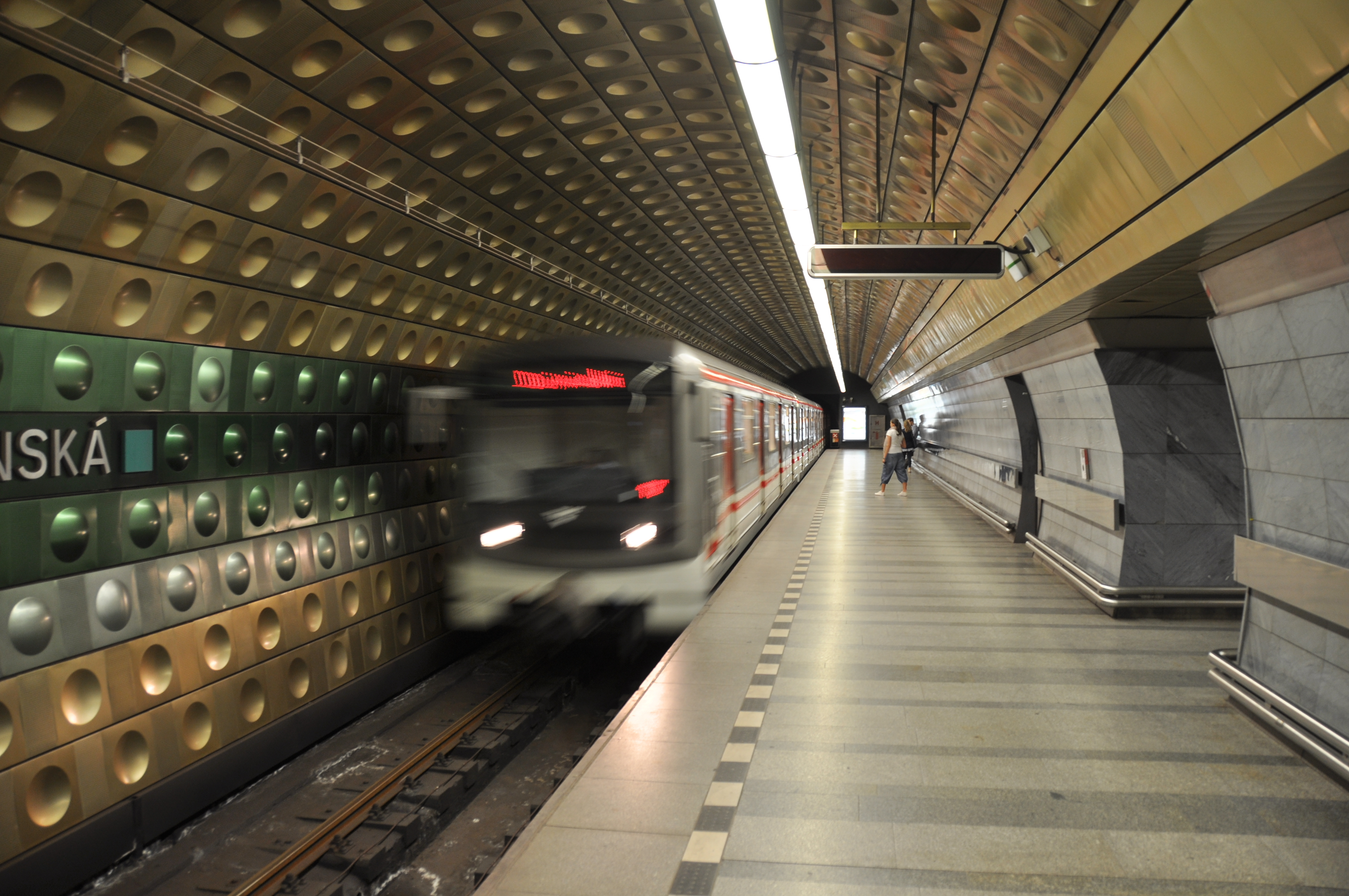
U-Bahnhof Malostranská, in Betrieb seit 1978

In den 1970er-Jahren nahm die Prager Metro schrittweise ihren Betrieb auf, angelegt als U-Bahn-Netz mit drei Linien. Der zunehmenden Verkehrsbelastung wurde außerdem mit der Errichtung großer Einfallsstraßen im Stadtzentrum begegnet. In der realsozialistischen Zeit entstanden im Prager Stadtbild einige ikonische Bauwerke, darunter der Theaterbau Neue Szene, das Kongresszentrum und der Fernsehturm Žižkov.

### Samtene Revolution
Die Samtene Revolution (Sametová revoluce) führte im November 1989 zum Sturz des sozialistischen Regimes. Václav Havel wurde zum Präsidenten gewählt. Zudem haben die Ereignisse in der Deutschen Botschaft Prag, als Zufluchtsort von Flüchtlingen aus der Deutschen Demokratischen Republik, gesamtdeutsche Geschichte geschrieben. Sozialistische Namen von Straßen, Gebäuden und Metrostationen wurden ersetzt und die Stadt erlebte einen Modernisierungsschub. 1990 besuchten sowohl Papst Johannes Paul II. als auch US-Präsident George H. W. Bush die tschechoslowakische Hauptstadt. 1993 ernannte die UNESCO den historischen Stadtkern zum Weltkulturerbe.
Am 1. Januar 1993 wurde Prag zur Hauptstadt der selbstständigen Tschechischen Republik.

## Beginn des 21. Jahrhunderts

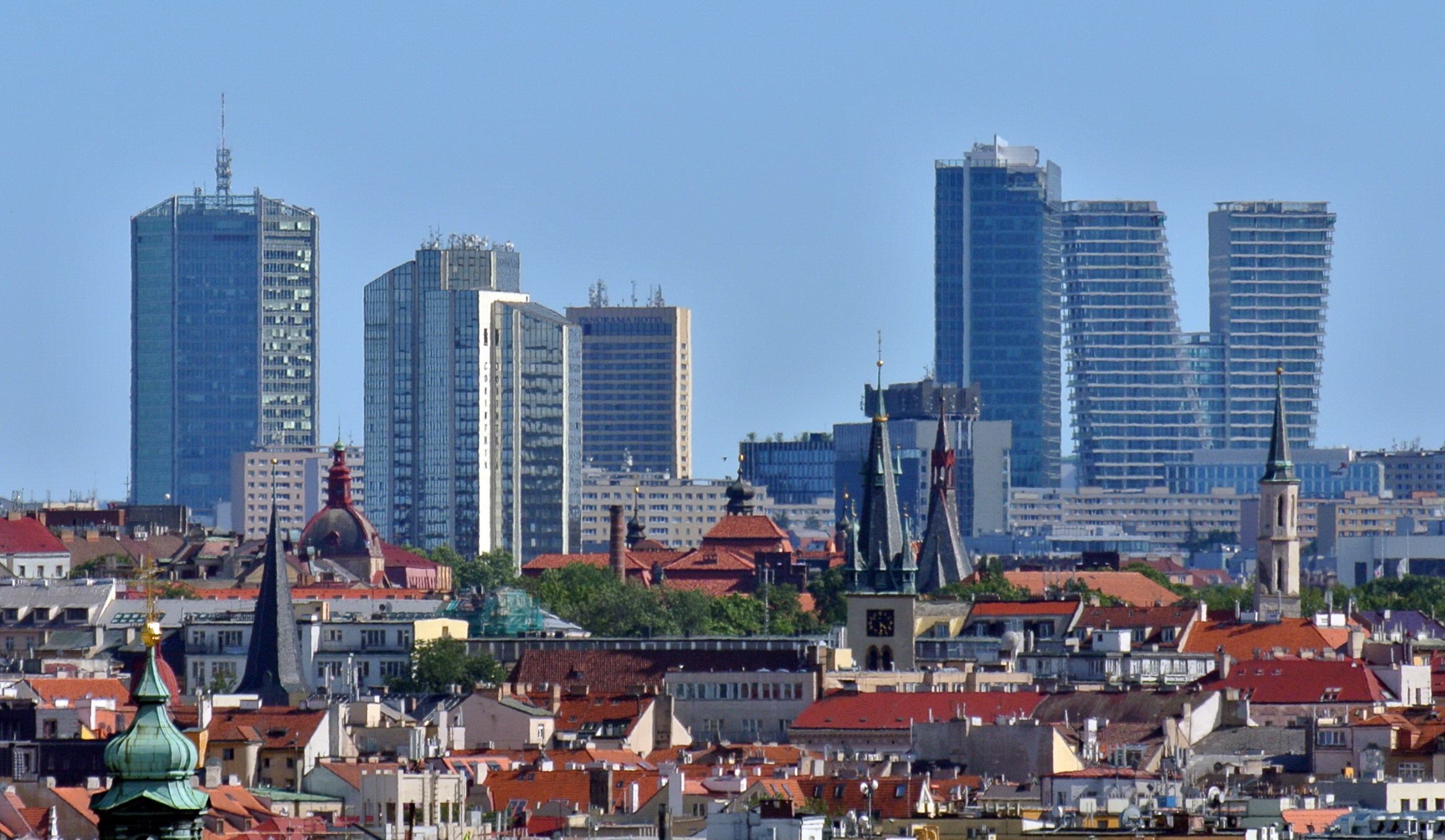
Hochhäuser in Prag-Pankrác

Im August 2002 war Prag vom schweren Hochwasser in Mitteleuropa betroffen. Der Stadtteil Karlín musste evakuiert werden, Kulturgut und Verkehrswege wurden beschädigt.
2004 wurde für die Eishockey-Weltmeisterschaft die Sazka Arena errichtet. Die wirtschaftliche Entwicklung machte einen Ausbau der Verkehrsinfrastruktur notwendig. 2009 ging die sogenannte Neue Verbindung in Betrieb, die die Bahnstrecken von Norden und Osten direkt an den Hauptbahnhof anbindet. Die drei Linien der Metro wurden seit 1989 mehrmals verlängert, zuletzt die Linie A im Jahr 2015. 2011 wurde der Straßentunnel-Komplex Blanka mit über 5 Kilometern Länge fertiggestellt. Obwohl der öffentliche Verkehr in Prag traditionell gut ausgebaut ist, ist die Stadt heute durch den Autoverkehr belastet.
Prag ist nicht nur die wirtschaftlich stärkste Region Tschechiens mit dem höchsten Lebensstandard, sondern mittlerweile die neuntreichste Region Europas. Weltweit gilt die Stadt als beliebte Touristendestination, mit über 6 Millionen ausländischen Gästen jährlich.
2014 wurde mit Adriana Krnáčová erstmals eine Frau zur Oberbürgermeisterin gewählt. Ihr folgte im Jahr 2018 Zdeněk Hřib von der Piratenpartei nach. Seit 2023 ist Bohuslav Svoboda Oberbürgermeister der Stadt.

### Allgemein
- Detlev Arens: Prag. Kultur und Geschichte der „Goldenen Stadt“. DuMont-Kunst-Reiseführer. 3. aktualisierte Auflage. DuMont, Ostfildern 2005, ISBN 3-7701-4303-5.
- Peter Demetz: Prag in schwarz und gold. Sieben Momente im Leben einer europäischen Stadt. Übersetzt von Joachim Kalka. Piper, München/Zürich 1998, ISBN 3-492-03542-6. Ungekürzte Taschenbuchausgabe: ebenda 2000. (= Serie Piper. Band 3044.) ISBN 3-492-23044-X (gut lesbare, breit angelegte Stadtgeschichte auf wissenschaftlichem Fundament).
- Nové Město pražské. 1348–1784. Praha 1998, ISBN 80-85394-19-7.
- Hugo Rokyta: Die böhmischen Länder. Handbuch der Denkmäler und Gedenkstätten europäischer Kulturbeziehungen in den böhmischen Ländern. Band 1: Prag. 2. überarbeitete und erweiterte Auflage. Vitalis, Prag 1995, ISBN 80-901621-7-7.
- Umělecké památky Prahy. 1 ff. Praha 1998 ff. ISBN 80-200-0627-3.
- Otto Muneles: Bibliografický přehled židovské Prahy. Prag 1952.
- Zeitschrift beziehungsweise Schriftenreihe: Documenta Pragensia. Sborník materiálií z Archivu Hlavního Města Prahy. Praha 1980–, ISSN 0231-7443.
- Zeitschrift: Staletá Praha. Sborník Pražského Ústavu Památkové Péce. Panorama Praha. Praha 1965–.

### Zur Ur- und Frühgeschichte
- Marie Fridrichová, Jan Fridrich, Josef Havel, Jan Kovářík: Praha v pravěku. Archaeologica Pragensia Supplementum 2. Praha 1995, ISBN 80-85394-11-1 (Aktuelle und gut bebilderte Übersicht zur Ur- und Frühgeschichte auf dem Gebiet der Hauptstadt Prag, leider nur in Tschechisch mit sehr kurzer englischer Zusammenfassung).
- Zeitschrift: Archaeologica Pragensia. Archeologický sborník Muzea Hlavního Města Prahy. Praha 1980–, ISSN 0139-5998 (Fachwissenschaftliche Aufsätze zu Ausgrabungen und Funden im Gebiet von Groß-Prag, meist in Tschechisch mit Zusammenfassungen auf Deutsch oder Englisch).

### Zum Mittelalter
- Ivana Boháčová, Jan Frolík, Zdenek Smetánka, Borivoj Nechvatál, Ladislav Hrdlička: Prague Castle, Vyšehrad Castle and the Prague agglomeration, in: Jan Fridrich (Hrsg.): 25 years of archaeological research in Bohemia. On the occasion of the 75th anniversary of the Institute of Archaeology, Prague. Památky Archeologicke Suppl. 1. Prague 1994, S. 153–184. (hier: L. Hrdlička: The Archaeological Study of the Historical Centre of Prague: 1969–1993. ebenda S. 174–180).
- Jarmila Čihákova: Prag um das Jahr 1000: Infrastruktur, Verkehrswesen. In Alfried Wieczorek, Hans-Martin Hinz (Hrsg.): Europas Mitte um 1000. Band 1. Theiss, Stuttgart 2000, S. 175–178.
- Ladislav Hrdlička: Prag, in: Alfried Wieczorek, Hans-Martin Hinz (Hrsg.): Europas Mitte um 1000. Band 1. Theiss, Stuttgart 2000, S. 373–375.
- Václav Huml, Zdeněk Dragoun, Rostislav Nový: Der archäologische Beitrag zur Problematik der Entwicklung Prags in der Zeit vom 9. bis zur Mitte des 13. Jahrhunderts und die Erfassung der Ergebnisse der historisch-archäologischen Erforschung Prags. In: Zeitschrift für Archäologie des Mittelalters 18/19 (1990/91), S. 33–69.
- Ferdinand Seibt (Hrsg.): Kaiser Karl IV. Staatsmann und Mäzen. Begleitband Ausstellungen Nürnberg und Köln 1978/79. Prestel, München 1978, ISBN 3-7913-0435-6.
- Dušan Třeštík: Die Gründung Prags, in: Hansjürgen Brachmann (Hrsg.): Burg – Burgstadt – Stadt. Zur Genese mittelalterlicher nichtagrarischer Zentren in Ostmitteleuropa (= Forschungen zur Geschichte und Kultur des östlichen Mitteleuropa. Band 4). Berlin 1995, S. 229–240.
- Jan Zavřel: Iron Making in the Centre of Prague Basin and Possible Origin of the Name of the Town of Praha (Prague). (Železářství v centru pražské kotliny a možny původ jména města Praha.) In: Jana Kubková, Jan Klápště, Martin Ježek, Petr Meduna u. a. (Hrsg.): Život v archeologii středověku. (Das Leben in der Archäologie des Mittelalters). Festschrift M. Richter und Z. Smetánka. Praha 1997, S. 667–671.

### Zur Okkupationszeit 1939–1945
- Peter Demetz: Mein Prag. Erinnerungen 1939 bis 1945. Übersetzt von Barbara Schaden. Zsolnay, Wien 2007, ISBN 978-3-552-05407-3. (Mischung aus persönlichen Erinnerungen an die Besatzungszeit und deren allgemeiner historischer Darstellung) Rezensionen